# 퍼넬러피 스피어리스
퍼넬러피 스피어리스(Penelope Spheeris, 1945년 또는 1946년 12월 2일 ~ )는 미국의 영화 감독, 영화 프로듀서, 영화 각본가이다.

## 작품 목록
- 서구 문명의 몰락 (1981, 다큐)
- 서버비아 (1984)
- 반항 (1985)
- 할리우드 바이스 스쿼드 (1986)
- 듀즈 (1987)
- 썸머 캠프 나이트메어 (1987)
- 서구 문명의 몰락 2: 더 메탈 이어스 (1988, 다큐)
- 웨인즈 월드 (1992)
- 비버리 힐빌리즈 (1993)
- 꾸러기 클럽 (1994)
- 더블 플레이 / 블랙 쉽 (1996)
- 서구 문명의 몰락 3 (1998, 다큐)
- 센스리스 (1998)
- 키드 앤 아이 (2005)
- 볼스 투 더 월 (2011)